# John Edson Sweet
John Edson Sweet (Pompey, Condado de Onondaga, Nova Iorque, 21 de outubro de 1832 — Syracuse, Nova Iorque, 8 de maio de 1916) foi um engenheiro mecânico estadunidense.
Foi um dos fundadores da Sociedade dos Engenheiros Mecânicos dos Estados Unidos (ASME) e seu terceiro presidente.